# Натх Кханал, Джала
Джала Натх Кханал (непальск. झलनाथ खनाल; род. 20 мая 1950, Сакхеджунг, округ Илам, зона Мецхи, Непал) — премьер-министр Непала с 3 февраля по 29 августа 2011 года, бывший председатель Коммунистической партии Непала (объединённой марксистско-ленинской) — КПН(ОМЛ), старший лидер Коммунистической партии Непала (объединённой социалистической) с 2021 года.

## Биография
Окончил университет Трибхуван в Катманду. В студенческие годы был активистом студенческих объединений и молодёжных движений, в 1969 году был впервые арестован. В 1970—1973 годах работал учителем, в 1973 году арестован и осуждён на 14 месяцев лишения свободы. В 1976 году был вновь отправлен в тюрьму. В 1979 году досрочно вышел по всеобщей политической амнистии и ушёл в коммунистическое подполье. В 1982—1986 годах был генеральным секретарём Коммунистической партии Непала (марксистско-ленинской) — КПН(МЛ). В 1991 году был одним из основателей КПН(ОМЛ). В 2008—2009 годах был генеральным секретарём КПН(ОМЛ), в феврале 2009 года стал её председателем.
3 февраля 2011 года был избран новым премьер-министром страны, получив поддержку 368 депутатов в 601-местном Учредительном собрании. Его избранию предшествовали 16 безуспешных попыток утвердить нового премьер-министра. Избрание Джалы стало возможным благодаря договорённостям КПН(ОМЛ) с Объединённой коммунистической партией Непала (маоистской), победившей на всеобщих выборах весной 2008 года. После отставки предыдущего главы правительства от КПН(ОМЛ), Мадхава Кумара Непала, маоисты блокировали попытки КПН(ОМЛ) и Непальского конгресса сформировать правительство без их участия и призывали к продолжению народной революции. Однако накануне выборов премьера 3 февраля 2011 года председатель ОКПН(м) Прачанда снял свою кандидатуру в пользу Джалы, чтобы иметь возможность заняться подготовкой новой конституции Федеративной демократической республики Непал и интеграцией 20 000 маоистских повстанцев в состав регулярных вооружённых сил.
Владеет непальским, английским и хинди.